# Pendeltåg (Stockholm)
| Pendeltåg    | Pendeltåg            |
| ------------ | -------------------- |
|              |                      |
| Spurweite:   | 1435 mm (Normalspur) |
| Stromsystem: | 15 kV, 16,7 Hz ~     |
|              |                      |

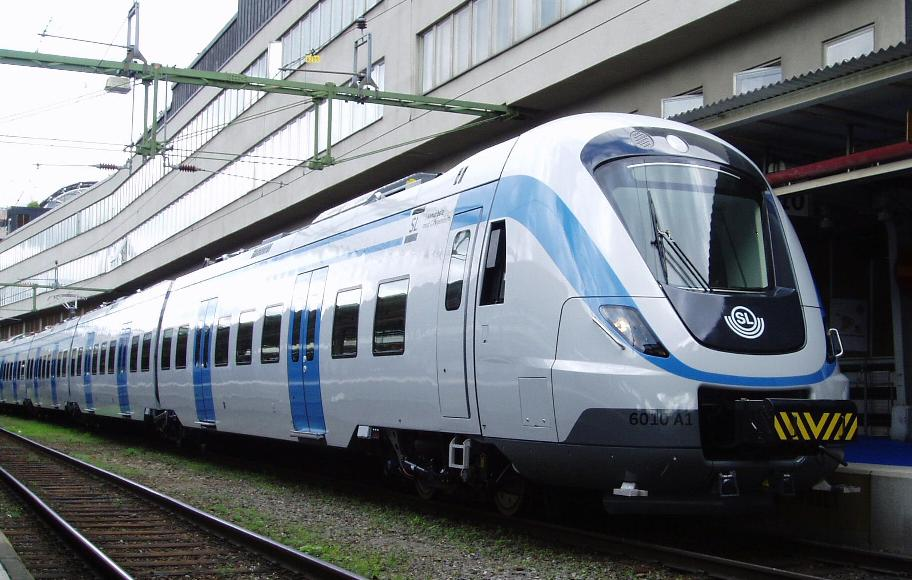
Pendeltåg der Baureihe X60

Stockholms pendeltåg ist ein mit den S-Bahnen in Frankfurt am Main, Stuttgart und München vergleichbares Vorortzugsystem in Stockholm in Schweden, wobei teilweise die Gleise des Fernverkehrs mitbenutzt werden. Die Züge verkehren auf zwei Linien zum größten Teil in der Provinz Stockholms län. Drei Endstationen, Uppsala, Bålsta und Gnesta, liegen in den Provinzen Uppsala län beziehungsweise Södermanlands län. Am Tag fahren die Züge im Viertelstundentakt und abends im Halbstundentakt. Während der wochentäglichen Hauptverkehrszeiten morgens und abends verkehren einige zusätzliche Züge. Insgesamt liegen am gesamten Streckennetz 54 Stationen.
Der Verkehr läuft über die Gleisanlagen von Trafikverket und wird von AB Storstockholms Lokaltrafik, kurz SL, betrieben. SL stellt die Fahrzeuge, der Betrieb wird an private Unternehmen ausgeschrieben. Von 2000 bis Juni 2006 war das Unternehmen Citypendeln der Betreiber, danach übernahm Stockholmståg den Verkehr. Stockholmståg gewann 2005 die Neuausschreibung, nachdem der Betrieb durch Citypendeln nicht zufriedenstellend durchgeführt werden konnte. Stockholmståg ist eine Tochtergesellschaft der schwedischen Staatsbahn Statens Järnvägar.

## Geschichte
Schon gegen Ende des 19. Jahrhunderts gab es in Stockholm schienengebundenen öffentlichen Nahverkehr. Dieser wurde von SJ und anderen Eisenbahngesellschaften betrieben. In den 1960er-Jahren wollte SJ aus Kostengründen den Nahverkehr abgeben. Die Stadt Stockholm und das Stockholmer län (zu dem Stockholm zu dieser Zeit noch nicht gehörte) einigten sich darauf, dass SL in Zukunft sämtlichen Schienennahverkehr in Stockholms län übernehmen solle. SL bestimmte nun Fahrpreise und Verkehrsangebot, während SJ weiterhin für SL die Gleisanlagen sowie Züge und Personal bereitstellte. Der Verkehrsapparat sollte ausgebaut und „U-Bahnmäßig“ betrieben werden. Die Bahnhöfe wurden ausgebaut und neue Zugeinheiten angeschafft. Die ersten Züge der Baureihe X1 wurden im Mai 1968 offiziell eingesetzt und zunächst als „SL förortståg“ (SL Vorortzug) und danach als „SL lokaltåg“ (SL Lokalzug) bezeichnet, bevor gegen Anfang der 1980er-Jahre die Bezeichnung Pendeltåg zum ersten Male offiziell verwendet wurde.
Zunächst fuhren die Pendeltåg-Züge auf den gleichen Gleisen wie der restliche SJ-Güter- und Fernverkehr. Bald machten sich Kapazitätsengpässe bemerkbar und es wurde entschieden, auf den am meisten frequentierten Strecken eigene Gleise für den Vorortverkehr zu bauen. An den Stellen, wo die Gleisanzahl von zwei auf vier verdoppelt wurde, sollten die Vorortzüge die inneren Gleise verwenden. Der restliche Verkehr sollte über die äußeren Gleise geführt werden. Der erste viergleisige Abschnitt wurde 1972 zwischen Årstabron und Älvsjö in Betrieb genommen. Zwischen 1986 und 1996 wurden weitere vierspurige Abschnitte errichtet. Niemals realisiert wurde die im 20. Jh. mehrfach erwogene Kungsholmenbanan.
Die nächsten Erweiterungen des Vorortzugnetzes waren die Strecke Kungsängen–Bålsta, die im August 2001, sowie der Haltepunkt Årstaberg, der im Januar 2006 in Betrieb genommen wurde. Außerdem wurden
die Streckenabschnitte Västerhaninge – Tungelsta sowie Södertälje centrum – Södertälje hamn zweigleisig ausgebaut.
Im Dezember 2012 wurde eine neue Linie zwischen Älvsjö und Uppsala über Upplands Väsby und dem Flughafen Stockholm/Arlanda in Betrieb aufgenommen. Sie ersetzt auf der Strecke zwischen Uppsala und Upplands-Väsby die entsprechende Linie des UL-Verkehrsverbundes (Upptåget) des benachbarten Uppsala län.
Bis Mitte 2017 mussten sich im Zentrum Stockholms die Vorortzüge die Gleise mit dem Güter- und dem Fernverkehr teilen, was zu großer Verspätungsanfälligkeit führte. Abhilfe brachte hier die Citybana, ein zweigleisiger Tunnel mit zwei neue Bahnhöfen unter dem Stadtzentrum, der nur von den Vorortzügen benutzt wird. Dadurch hat der Vorortverkehr nun eigene Gleise zwischen Järna bzw. Nynäshamn und Upplands Väsby.
Auf dem Zweig nach Bålsta werden seit Ende 2012 eigene Gleise bis Kallhäll gebaut. Die Teilstrecke Barkarby–Kallhäll sowie zwei zusätzlich Brücken bei Tomteboda wurden Ende 2016 fertiggestellt, Spånga–Barkarby ist in Bau. Der verbleibende Abschnitt Tomteboda–Spånga wird erst 2028 fertiggestellt werden, weil in diesem Zusammenhang der Bahnhof Sundbyberg tiefgelegt werden soll.
Seit 10. Dezember 2017 gibt es neue Linien mit neuen Nummern. Eingeführt wurden die sogenannten Snabbtåg (mit einem X in der Linienbezeichnung), die nicht an allen Stationen halten.

## Linien
| Linie | alte Nummer      | Strecke                                            | Reisezeit   | Länge             | Stationen |
| ----- | ---------------- | -------------------------------------------------- | ----------- | ----------------- | --------- |
| 40    | J38 (bis Älvsjö) | Uppsala – Stockholm C – Södertälje centrum         | 1:43        | 115,3 km          | 25        |
| 41    | J36              | Märsta – Stockholm C – Södertälje centrum          | 1:24        | 82,6 km           | 24        |
| 42X   | -                | Märsta – Stockholm C – Nynäshamn                   | 1:35        | 99,8 km           | 31        |
| 43    | J35              | Bålsta – Stockholm C – Västerhaninge               | 1:14        | 81,5 km           | 20        |
| 43X   | -                | Kallhäll – Stockholm C – Västerhaninge – Nynäshamn | 1:25        | 84,2 km           | (25) 21   |
| 44    | -                | (Bro -) Kallhäll – Stockholm C – Tumba             | (1:01) 0:52 | (17,4 + ) 44,0 km | (17) 15   |
| 48    | J37              | Södertälje centrum – Gnesta                        | 0:24        | 30,6 km           | 6         |

Die Expresslinien 42X und 43X halten nicht an Trångsund, Skogås, Vega und Jordbro.

## Bahnhöfe
Es gibt 54 Haltepunkte im Pendeltågnetz und die allermeisten dieser Haltepunkte sind mit einem Mittelbahnsteig und ein oder zwei Eingängen mit Fahrscheinkontrollen ausgestattet. Einige Umsteigebahnhöfe haben mehrere Bahnsteige. Auf den Strecken Södertälje–Gnesta und Krigslida–Nynäshamn gibt es keine Fahrscheinkontrolle auf den Bahnhöfen. Die Fahrscheine werden stattdessen in den Zügen verkauft und kontrolliert.
In Stockholm City, Flemingsberg, Södertälje Syd, Gnesta, Sundbyberg, Bålsta, Arlanda und Uppsala gibt es Umsteigemöglichkeiten zum Regional- und Fernverkehr sowie zum Regionalverkehr in Märsta und Knivsta. In Stockholm City, Stockholm Odenplan, Sundbyberg und Farsta Strand gibt es Übergangsmöglichkeiten zum U-Bahn-Netz; in Årstaberg, Sundbyberg, Solna und (ab 2023) Helenelund zur Tvärbanan.
Gewöhnlich ist die Bahnsteiglänge für Züge mit maximal 214 Meter Länge ausgelegt. Am Bahnhof Handen befindet sich mit einer Länge von 320 Metern der längste Bahnsteig im ganzen Stockholmer Nahverkehr. Der lange Bahnsteig wurde gebaut, um die Entfernung zwischen den beiden Ausgängen zu überbrücken.
Die beiden Bahnhöfe Stockholm City und Odenplan im Innenstadttunnel haben Bahnsteigtüren. Der Fahrer muss auf 75 cm genau an der vorgesehenen Stelle halten, damit sich Zugtüren und Bahnsteigtüren an derselben Stelle öffnen können.

## Fahrgäste
Jeden Tag werden rund 410.000 Reisen mit den Pendeltåg unternommen. Insgesamt werden an einem normalen (Winter-)Werktag mehr als 7,3 Millionen Personenkilometer mit den Pendeltåg zurückgelegt. Die zehn meistbenutzten Bahnhöfe (Anzahl einsteigende Fahrgäste in die Pendeltåg an einem Winterwerktag 2019):
| #   | Haltepunkt         | Anzahl zusteigender Fahrgäste |
| --- | ------------------ | ----------------------------- |
| 1.  | Stockholm C        | 65 400                        |
| 2.  | Stockholm Odenplan | 42 700                        |
| 3.  | Stockholms södra   | 21 400                        |
| 4.  | Solna              | 20 900                        |
| 5.  | Älvsjö             | 19 600                        |
| 6.  | Flemingsberg       | 14 300                        |
| 7.  | Sundbyberg         | 14 300                        |
| 8.  | Årstaberg          | 14 100                        |
| 9.  | Sollentuna         | 13 400                        |
| 10. | Jakobsberg         | 11 500                        |

## Wagentypen
Die Pendeltåg werden mit 129 Elektrotriebwagen der Baureihe X60 von Alstom betrieben. Maximal können die Züge in einer 214 Meter langen Doppeltraktion verkehren. Ein solcher Zug kann 1800 Fahrgäste aufnehmen, davon 750 auf Sitzplätzen. Ihre Höchstgeschwindigkeit beträgt 160 km/h, sie kann auf den Strecken nördlich von Kallhäll und nördlich von Rotebro sowie südlich von Järna erreicht werden. Auf dem restlichen Netz liegt die Geschwindigkeit zwischen den Stationen in der Regel zwischen 80 und 140 km/h. Die Durchschnittsgeschwindigkeit inklusive der Bahnhofsaufenthalte beträgt rund 60 km/h.
In Betrieb:
- SL X60 (2005–)

Nicht mehr in Betrieb:
- X10 (1982–2017)

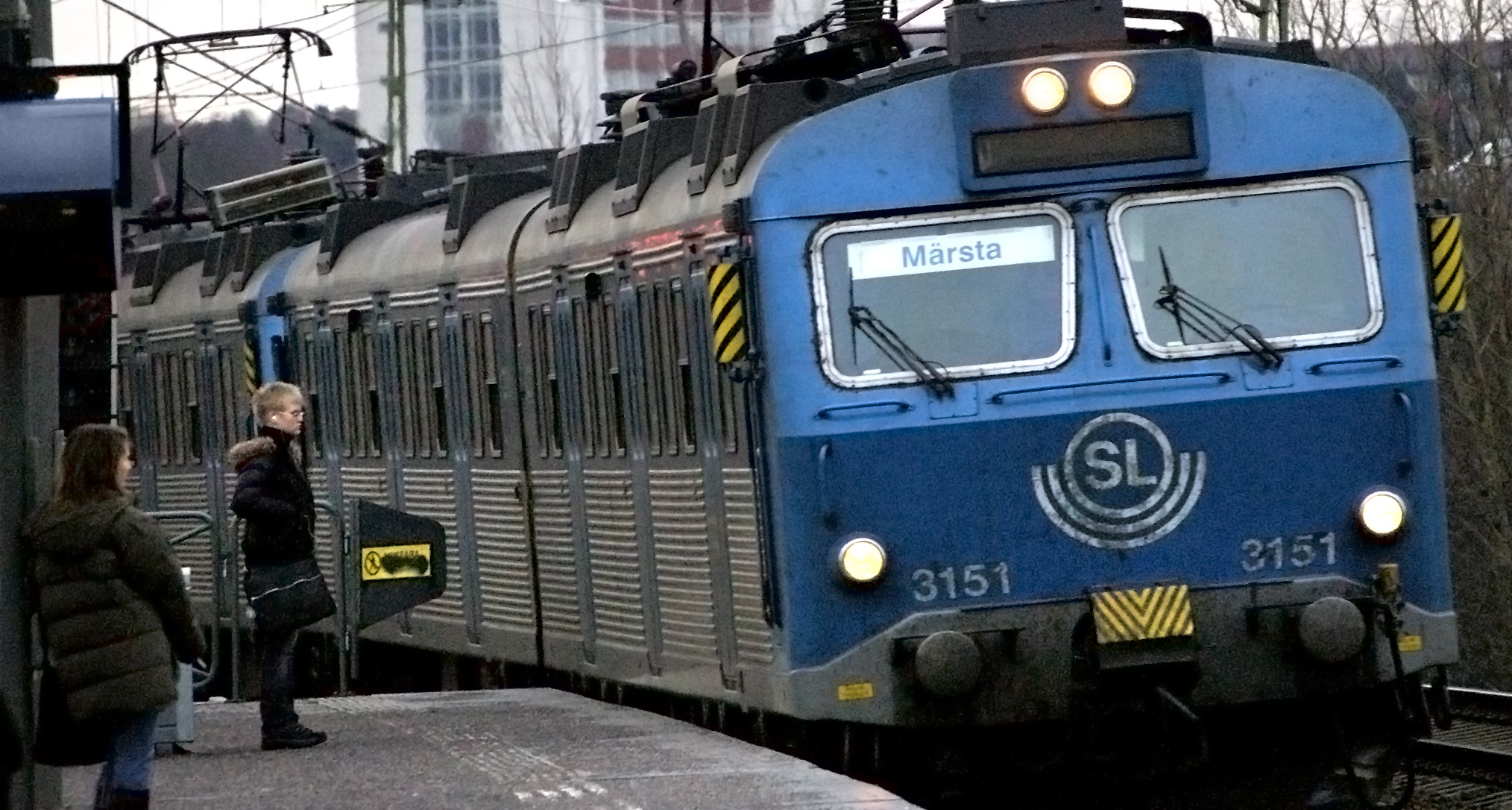
Ein Pendeltåg des Typs X10 bei der Einfahrt in Årstaberg

- X20/X21/X22/X23, gemietet von TGOJ (Trafikaktiebolaget Grängesberg-Oxelösunds Järnvägar, 2001–2002)
- Dansktåg (28. November 2001– 13. Juni 2003, dänischer Zug), bestehend aus zwei Garnituren mit sieben DSB-Bn-Wagen, die SL bei den dänischen Staatsbahnen (DSB) zuerst gemietet und später gekauft hat. Diese Garnituren wurden von je einer Rc2/Rc4 von GreenCargo an jedem Ende befördert. Die Wagen wurden anschließend an Motala Verkstad verkauft, um weiter verwendet zu werden. Nachdem keine Verwendung gefunden werden konnte, wurden sie in Vislanda verschrottet.[9]
- X420 (2002–2005), „tysktåg“ (deutscher Zug)
- X1 (1967–2011)

## Betriebswerke
Seit 1968 wurden die Züge im Betriebswerk Älvsjö gewartet. 2006 wurde ein Betriebswerk in Upplands-Bro in Betrieb genommen und 2009 folgte ein weiteres in Södertälje-Hamn. Einige Züge werden an den Stationen Kungsängen, Märsta, Västerhaninge und Tumba abgestellt.